# Conversaciones germano-soviéticas sobre la entrada de la URSS al Eje

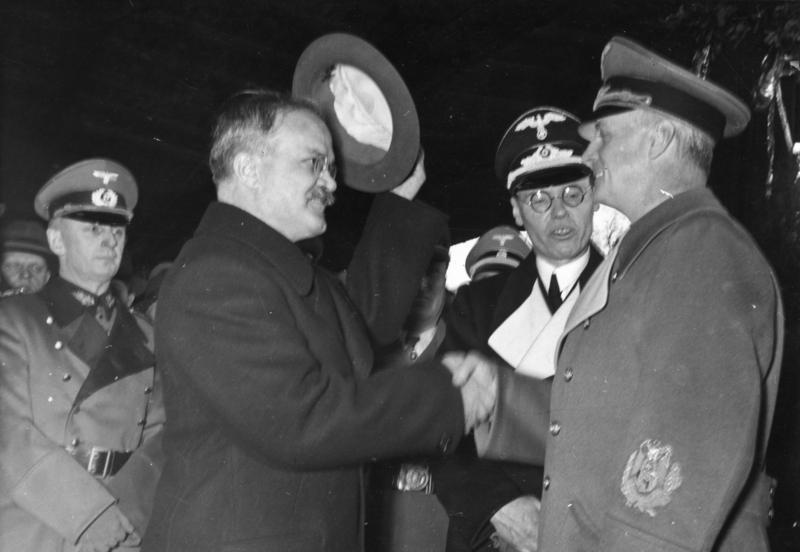
Joachim von Ribbentrop Dando la bienvenida a Viacheslav Mólotov en Berlín, noviembre 1940

En octubre y noviembre de 1940, ocurrieron las conversaciones germano-soviéticas respecto a la entrada potencial de la Unión Soviética como cuarto Miembro del Eje en la Segunda Guerra Mundial. Las negociaciones, ocurrieron durante la era del Pacto Ribbentrop-Molotov, incluyendo una conferencia de dos días en Berlin entre el ministro de asuntos exteriores soviético Viacheslav Mólotov, el ministro de asuntos exteriores alemán Joachim von Ribbentrop y el dictador alemán Adolf Hitler, seguido por ambos países negociando acuerdos propuestos por escrito. Después de dos días de negociaciones entre el 12 a 14 de noviembre de 1940, Alemania presentó a los soviéticos un borrador con un acuerdo que define las esferas de influencia mundiales de las cuatro potencias del Eje (Japón, Alemania, Unión Soviética, Italia). Hitler, Ribbentrop y Molotov propusieron esferas de influencia alemanas y soviéticas; Hitler animó a Molotov a mirar hacia el sur, a Irán y finalmente India mientras preserva el acceso alemán a los recursos de Finlandia, y eliminar la influencia soviética en los Balcanes. Molotov se mantuvo en su posición, buscando  sacar tropas alemanas de Finlandia y obtener un puerto de agua caliente en los Balcanes. Los cálculos de la política exterior soviética se basaron en la idea de que la guerra sería una lucha a largo plazo y, por lo tanto, las alegaciones alemanas de que Gran Bretaña sería derrotada rápidamente fueron tratadas con escepticismo. Además, Stalin buscó mantener su influencia en Bulgaria y Yugoslavia. Estos factores hicieron que Molotov tomara una línea firme. Según un estudio de Alexander Nekrich, el 25 de noviembre de 1940, los soviéticos presentaron una contrapropuesta escrita redactada por Stalin donde aceptarían los cuatro pactos de poder, pero incluía los derechos soviéticos a Bulgaria y una esfera de influencia mundial centrada en el área alrededor de Irak e Irán. Alemania no respondió, dejando las negociaciones sin resolver. Con respecto a la contrapropuesta, Hitler comentó a sus principales jefes militares que Stalin "exige más y más", "es un chantajista de sangre fría" y que "una victoria alemana se ha vuelto insoportable para Rusia", por lo que "debe ponerse de rodillas tan pronto como sea posible." Alemania rompió el Pacto Ribbentrop-Molotov en junio de 1941 para invadir la Unión Soviética (y ejecutar el objetivo ideológico de Lebensraum).

## Fondo

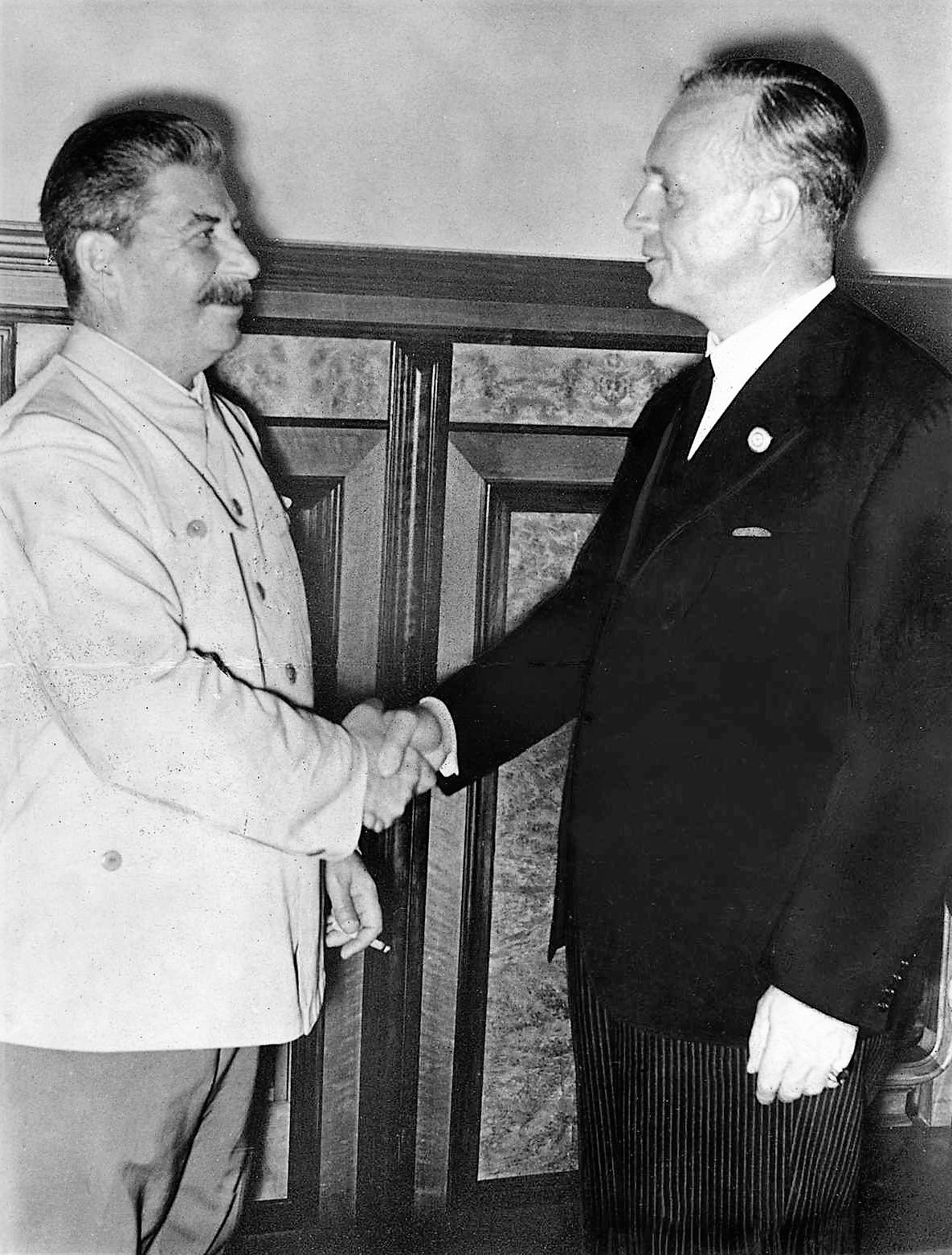
Ribbentrop Y Stalin en la firma del Pacto

### Acuerdos soviético-alemanes de 1939 y hostilidades pasadas
Durante el verano de 1939, después de llevar a cabo negociaciones con un grupo británico-francés y Alemania con respecto a posibles acuerdos militares y políticos, la Unión Soviética eligió a Alemania, lo que resultó en un acuerdo comercial entre la Unión Soviética y Alemania  que preveía el comercio de equipos militares alemanes y equipamiento civil a cambio de materias primas soviéticas. Cuatro días más tarde, los países firmaron el Pacto Ribbentrop-Molotov, el cual contuvo los protocolos secretos que dividen los estados de Europa Del norte y Europa Oriental en "esferas de influencia alemana y soviética."
Justo antes de la firma de los acuerdos, las partes habían abordado las hostilidades pasadas, y el ministro de Relaciones Exteriores alemán, Joachim Ribbentrop, dijo a los diplomáticos soviéticos que "no había ningún problema entre el Báltico y el Mar Negro que no pudiéramos resolver entre nosotros". Diplomáticos de los dos países abordaron el terreno común del anticapitalismo y la antidemocracia, afirmando que "hay un elemento común en la ideología de Alemania, Italia y la Unión Soviética: la oposición a las democracias capitalistas", "ni nosotros ni Italia". tenemos algo en común con el oeste capitalista "y" nos parece bastante antinatural que un estado socialista se ponga del lado de las democracias occidentales ".
Un funcionario alemán explicó que su hostilidad previa hacia el bolchevismo soviético había disminuido con los cambios de la Comintern y la renuncia soviética de una revolución mundial. Un funcionario soviético caracterizó la conversación como "extremadamente importante". En la firma, Ribbentrop y Stalin mantuvieron conversaciones cálidas, intercambiaron brindis y discutieron las hostilidades anteriores entre los países en la década de 1930.
Ribbentrop declaró que Gran Bretaña siempre había intentado interrumpir las relaciones soviético-alemanas, era "débil" y "quiere dejar que otros luchen por su presuntuosa pretensión de dominio mundial". Stalin estuvo de acuerdo y agregó: "Si Inglaterra dominaba el mundo, eso se debía a la estupidez de los otros países que siempre se dejaban engañar".   Ribbentrop declaró que el Pacto Anti-Comintern fue dirigido no contra la Unión Soviética, sino contra las democracias occidentales, y "asustó principalmente a la City de Londres [los financieros británicos] y los comerciantes ingleses".

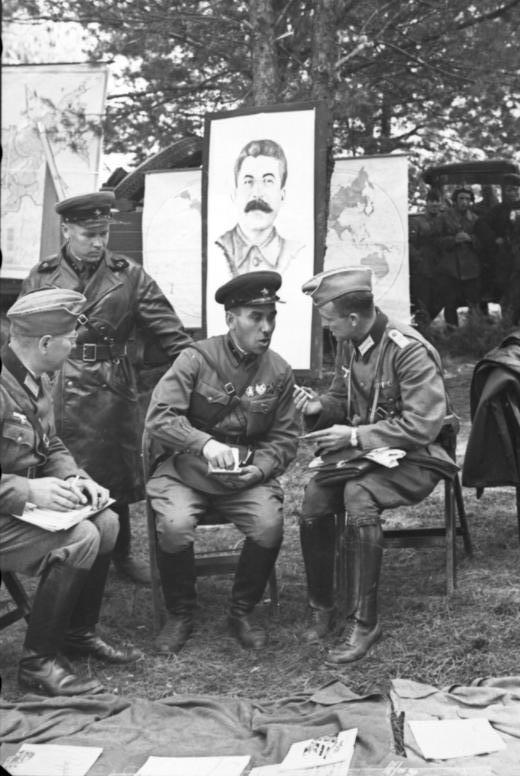
Soldados alemanes y soviéticos durante la transferencia oficial de Brest a control soviético delante de un cuadro de Stalin

Agregó que los berlineses habían bromeado diciendo que Stalin aún se uniría al Pacto Anti-Comintern. Stalin propuso un brindis por Hitler, y Stalin y el ministro de Relaciones Exteriores soviético, Vyacheslav Molotov, brindaron repetidamente por la nación alemana, el Pacto Molotov-Ribbentrop y las relaciones soviético-alemanas. Ribbentrop respondió con un brindis por Stalin y un brindis por las relaciones de los países. Cuando Ribbentrop se fue, Stalin lo llevó a un lado y declaró que el Gobierno soviético se tomó muy en serio el nuevo pacto y que "garantizaría su palabra de honor de que la Unión Soviética no traicionaría a su socio".

### Relaciones durante la división de Polonia
Una semana después de la firma del Pacto Mólotov-Ribbentrop, la partición de Polonia comenzó con la invasión alemana del oeste de Polonia. La Comintern Soviética suspendió toda la propaganda antinazi y antifascista, explicando que la guerra en Europa era un asunto de los estados capitalistas que atacan cada uno al otro con propósitos imperialistas. Cuándo las manifestaciones antialemanas entraron en erupción en Praga y Checoslovaquia, el Comintern ordenó al Partido Comunista checo que empleara todo su esfuerzos en paralizar los "elementos chauvinistas." Moscú pronto forzó al Partido Comunista Francés y al Partido Comunista de Gran Bretaña a adoptar una posición  antiguerra.
Dos semanas después de la invasión alemana, la Unión Soviética invadió Polonia oriental. El 21 de septiembre, los soviéticos y los alemanes firmaron un acuerdo formal que coordina movimientos militares en Polonia, incluyendo la purga de los saboteadores. Hubo un desfile germano-soviético en Lvov y Brest. Stalin había decidido en agosto que iba a liquidar el estado polaco y, una reunión germano-soviética en septiembre abordó la futura estructura de la "región polaca". La Unión Soviética declaró en septiembre que debía ingresar a Polonia para "proteger" a sus hermanos étnicos ucranianos y bielorrusos de Alemania, aunque Mólotov luego admitió ante los funcionarios alemanes que esta excusa era necesaria porque los soviéticos no podían encontrar otro pretexto para la invasión soviética.

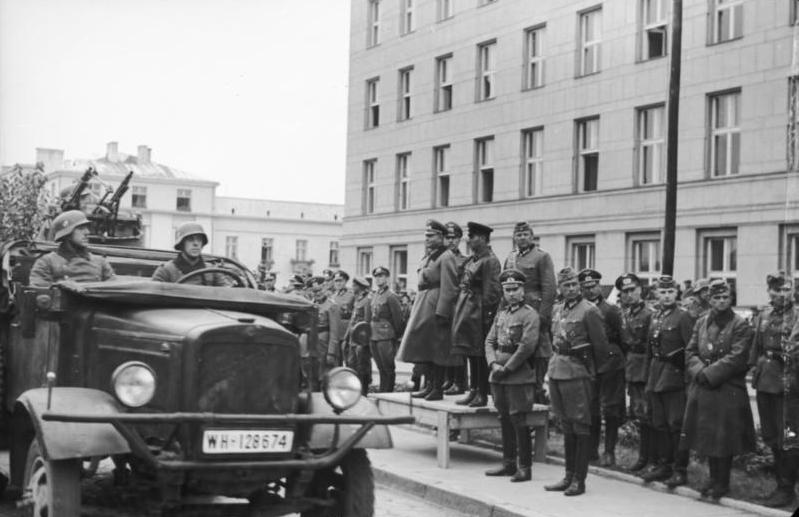
Generales soviéticos y alemanes durante la transferencia oficial de Brest bajo control soviético, 23 de septiembre de 1939

A los tres estados Bálticos,  Estonia, Letonia, y Lituania, no se les dio otra opción que firmar el llamado "Pacto de defensa y asistencia mutua" que permitió a la Unión Soviética apostar tropas en ellos

### Expansión del comercio de materias primas y equipo militar
La presión de Hitler por una invasión alemana de Polonia en 1939 ejerció una enorme presión sobre la máquina de guerra alemana, que se había estado preparando gradualmente para la guerra total en 1942 o 1943. La falta de materias primas de Alemania significaba que tenía que buscar un mayor suministro desde el exterior. Sin embargo, ocurrió un bloqueo británico, dejándolo cada vez más desesperado por materiales. El único estado restante capaz de suministrar a Alemania el petróleo, el caucho, el manganeso, los granos, las grasas y el platino que necesitaba era la Unión Soviética. Al mismo tiempo, las demandas soviéticas de bienes manufacturados, como las máquinas alemanas, aumentaron, mientras que su capacidad para importar esos bienes desde el exterior disminuyó cuando muchos países dejaron de tener relaciones comerciales después de la entrada soviética en el Pacto Molotov-Ribbentrop.
En consecuencia, Alemania y la Unión Soviética entraron en un intrincado pacto comercial el 11 de febrero de 1940 que fue cuatro veces más grande que el que los dos países habían firmado en agosto de 1939. El pacto comercial ayudó a Alemania a eludir el bloqueo británico. En el primer año, Alemania recibió cientos de miles de toneladas de cereales, aceite y otras materias primas vitales, transportadas a través de los territorios polacos ocupados y soviéticos.
Además, los soviéticos proporcionaron a Alemania acceso a la Ruta del Mar del Norte tanto para buques de carga como para asaltantes (aunque solo el asaltante Komet utilizó la ruta antes de junio de 1941), lo que obligó a Gran Bretaña a proteger las rutas marítimas tanto en el Atlántico como en el Pacífico.

### Deterioro de las relaciones a mediados de 1940

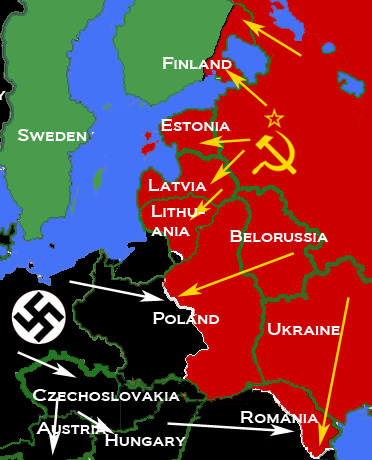
El mapa que describe la mayoría de Europa Central y Oriental, mostrando las fronteras de 1938 y los avances políticos hasta tardíos 1940. El Eje en negro y los soviéticos en rojo.

### Finlandia, los Bálticos y Rumanía
En noviembre de 1939, la Unión Soviética invadió Finlandia, resultando en pérdidas severas y la entrada de un tratado de paz interino en marzo de 1940 concediendo a la Unión Soviética la región oriental de Karelia (10% de territorio finlandés). A mediados de junio de 1940, cuando la atención internacional estuvo centrada en la invasión alemana de Francia, tropas soviéticas del NKVD allanaron puestos fronterizos en Lituania, Estonia y Letonia, reemplazando cada gobierno por políticos prosoviéticos quienes pidieron la entrada de sus países respectivos en la Unión Soviética. En junio, los soviéticos emitieron un ultimátum que reclamaba Besarabia, Bucovina, y la región de Hertza de Rumanía. Después los soviéticos estuvieron de acuerdo con Alemania de que limitarían sus reclamaciones en Bucovina, solo al norte de Bucovina, Alemania instó Rumanía para aceptar el ultimátum. Dos días después de la entrada soviética, los rumanos aceptaron las demandas soviéticas y los soviéticos ocuparon el territorio.
La invasión soviética de Finlandia, que le había sido cedida secretamente bajo los protocolos secretos del pacto Mólotov-Ribbentrop, creó problemas internos para Hitler. La población alemana no sabía acerca de los protocolos secretos que dividían las esferas de influencia. Muchos alemanes se opusieron a la invasión soviética de pueblos nórdicos amigos y, Finlandia poseía lazos cercanos con Alemania. Hitler tuvo que desviar la oposición a las políticas prosoviéticas de Alemania, incluyendo incluso a los incondicionales del partido Nazi. Apoyar la invasión soviética se convirtió en uno de los aspectos ideológicamente y políticamente más difíciles del pacto para que el gobierno nazi lo justifique.
Los protocolos secretos hicieron que Hitler estuviera en la humillante posición de tener que evacuar apresuradamente a las familias étnicas alemanas, los Volksdeutsche, que habían vivido en Finlandia y los países bálticos durante siglos, al tiempo que condonaron oficialmente las invasiones. Mientras los tres países bálticos, sin saber acerca de los protocolos secretos, enviaron cartas de protesta por las invasiones soviéticas a Berlín, Ribbentrop las devolvió. En agosto, Mólotov dijo a los alemanes que, con el cambio de gobierno, podrían cerrar sus consulados bálticos el 1 de septiembre. Las anexiones soviéticas en Rumanía causaron tensión más lejana. Mientras Alemania había dado a los soviéticos Besarabia en los protocolos secretos, estos no incluían Bucovina. Alemania quería las 100,000 toneladas de grano para las cuales habían contratado previamente con Besarabia, garantías de seguridad de la propiedad alemana, garantías para 125,000 Volksdeutsche en Besarabia y Bucovina, y la seguridad de que las vías del tren que transportaban petróleo rumano quedarían solas.

### Aumento alemán de la dependencia de materias primas
En el verano de 1940, Alemania es más dependiente en importaciones soviéticas. Las ocupaciones alemanas de Francia, los Países Bajos y Bélgica crearon una demanda adicional al tiempo que disminuyeron las vías de suministro indirecto. En comparación con las cifras de 1938, la Gran Alemania ampliada y su esfera de influencia carecían, entre otros artículos, de 500,000 toneladas de manganeso, 3,3 millones de toneladas de fosfato en bruto, 200,000 toneladas de caucho y 9,5 millones de toneladas de petróleo. Mientras tanto, las invasiones bálticas resultaron en la ocupación soviética de estados en los que Alemania había dependido de 96,7 millones de Reichsmarks de importaciones en 1938 en chantaje económico favorable, pero de los cuales ahora tenían que pagar los precios soviéticos. Una eventual invasión de la Unión Soviética parecía cada vez más la única forma en que Hitler creía que Alemania podría resolver esa crisis de recursos. Aunque todavía no se hicieron planes concretos, Hitler le dijo a uno de sus generales en junio que las victorias en Europa occidental "finalmente liberaron sus manos para su importante tarea real: el enfrentamiento con el bolchevismo", aunque los generales alemanes le dijeron a Hitler que la ocupación de Rusia occidental crearía "Más un drenaje que un alivio para la situación económica de Alemania".

### Suspensión de materias primas soviéticas a Alemania
En agosto de 1940, la Unión Soviética suspendió brevemente sus entregas en virtud de su acuerdo comercial después de que sus relaciones se tensaron tras el desacuerdo sobre la política en Rumania, la guerra de los soviéticos con Finlandia, Alemania se retrasó en sus entregas de bienes bajo el pacto y Stalin estaba preocupado que la guerra de Hitler con Occidente podría terminar rápidamente después de que Francia firmara un armisticio. La suspensión creó importantes problemas de recursos para Alemania.
A finales de agosto, las relaciones mejoraron nuevamente, ya que los países habían redibujado las fronteras húngara y rumana, resolvieron algunas reclamaciones búlgaras y Stalin volvió a estar convencido de que Alemania enfrentaría una larga guerra en el oeste con la mejora de Gran Bretaña en su batalla aérea con Alemania y la ejecución de un acuerdo entre Estados Unidos y Gran Bretaña sobre destructores y bases.
Sin embargo, a fines de agosto, Alemania arregló su propia anexión de parte de Rumania, apuntando a campos petroleros. La medida aumentó las tensiones con los soviéticos, quienes respondieron que se suponía que Alemania había consultado con la Unión Soviética en virtud del Artículo III del Pacto Molotov-Ribbentrop.

## El Pacto del Eje
Antes de llegar a un acuerdo con Italia y Japón, los funcionarios alemanes habían discutido la posibilidad de incluir a la Unión Soviética como cuarto miembro para dirigir el enfoque soviético hacia el sur, hacia el Océano Índico y el Golfo Pérsico, los cuales estaban en la esfera de influencia británica. Los funcionarios alemanes indicaron que estarían dispuestos a dar a la Unión Soviética la libertad de operar al este de los Dardanelos.
Justo antes de la firma del acuerdo, Alemania informó a Molotov que entraría en el pacto, y que si bien no se declaró explícitamente, se dirigió efectivamente contra los "belicistas estadounidenses" al demostrarles la locura de la guerra con tres grandes potencias alineadas contra ellos. Moscú había estado al tanto de los términos del pacto propuesto por las fuentes de inteligencia soviéticas en Japón.
El 27 de septiembre de 1940, Alemania, Italia y Japón firmaron el Pacto del Eje, que dividió al mundo en esferas de influencia y se dirigió implícitamente a los Estados Unidos. El pacto contenía una disposición explícita (artículo 5) que establecía que no se refería a las relaciones con la Unión Soviética. Molotov, preocupado de que el pacto contuviera un código secreto perteneciente específicamente a la Unión Soviética, intentó extraer información del embajador japonés en Moscú, Togo.
En una visita al hogar, el agregado militar alemán de Moscú, Ernst Köstring, declaró el 31 de octubre que "la impresión está creciendo constantemente en mí de que los rusos quieren evitar cualquier conflicto con nosotros".
Mientras tanto, de agosto a octubre, Alemania realizó una campaña aérea masiva contra Gran Bretaña para prepararse para la "Operación León Marino", la invasión de Gran Bretaña.

## Guerra o un pacto superior

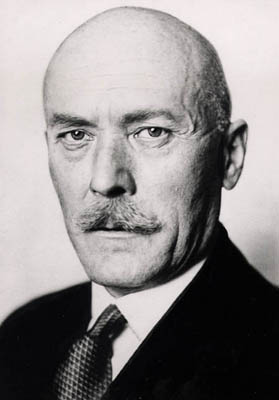
Embajador Friedrich Werner von der Schulenburg

Durante todo el verano, Hitler vaciló entre los planes para atacar a la Unión Soviética, u ofrecerles parte de un acuerdo como el Pacto Molotov-Ribbentrop, excepto mirar hacia el sur, donde los soviéticos recibirían puertos solo en el lado oeste del Mar Negro, o se les podría dar el Bósforo si Alemania mantenía un estado tercero amigable con acceso, como Bulgaria.
El embajador alemán en Moscú, Friedrich von der Schulenburg, había estado contemplando un posible pacto de cuatro poderes desde el colapso de Francia en junio. Después de enterarse de manera encubierta sobre los posibles planes de invasión soviética de Hitler, a los que se opuso, von der Schulenburg y otros comenzaron a tratar de influir en Hitler y su contingente para al menos extender su acuerdo siempre que las afirmaciones de Rusia permanecieran en las áreas de Turquía e Irán. Incluso ocultó en sus informes a Berlín las dudas de los soviéticos sobre la buena fe de Alemania después de las anexiones en Rumania.
Köstring, von der Schulenburg y otros redactaron un memorándum sobre los peligros de una invasión alemana de la Unión Soviética, incluyendo por qué Ucrania, Bielorrusia y los Estados bálticos terminarían siendo solo una carga económica adicional para Alemania. El secretario de Estado alemán del Ministerio de Relaciones Exteriores, Ernst von Weizsäcker, argumentó que los soviéticos en su forma burocrática actual eran inofensivos, que la ocupación no produciría una ganancia para Alemania y "¿por qué no debería guisarse a nuestro lado en su húmedo bolchevismo?"

## El intercambio de octubre entre Stalin y Ribbentrop
En octubre de 1940, Stalin solicitó que se permitiera a Molotov discutir con Hitler las futuras relaciones de los países. Ribbentrop respondió a Stalin en una carta que "en opinión del Führer ... parece ser la misión histórica de las Cuatro Potencias - la Unión Soviética, Italia, Japón y Alemania - adoptar una política de largo alcance y dirigir "El desarrollo futuro de sus pueblos en los canales correctos mediante la delimitación de sus intereses a escala mundial".
La entrega de la carta de Ribbentrop se retrasó a Stalin, lo que resultó después de que las historias de prensa anteriores en las ideas ya no parecían "frescas", lo que causó que Ribbentrop arremetiera contra el personal de la embajada alemana de Moscú. Al entregar la carta, von Schulenburg declaró que la conferencia de Berlín sería una reunión preliminar previa a la convocatoria de las cuatro potencias.
Stalin estaba visiblemente complacido por la invitación para charlas en Berlín. Stalin escribió una carta en respuesta a Ribbentrop sobre la firma de un acuerdo sobre una "base permanente" para sus "intereses mutuos".
El 6 de noviembre, Köstring escribió que "dado que Göring ha equilibrado nuestras entregas militares con las entregas rusas, cabe esperar que las negociaciones terminen en paz y amistad". Durante las dos primeras semanas de noviembre, los negociadores económicos alemanes y soviéticos en Moscú tuvieron un éxito moderado. Los negociadores económicos militares alemanes esperaban tener éxito en las negociaciones, en parte, porque sentían que esto fortalecería sus argumentos contra la política cada vez más antisoviética de Hitler.
El 1 de noviembre, el jefe del Estado Mayor del Ejército, Franz Halder, se reunió con Hitler y escribió: "El Führer espera poder llevar a Rusia al frente antibritánico". Después de que Franklin D. Roosevelt ganara las elecciones presidenciales cuatro días después de prometer que no se elegirían guerras extranjeras, Goebbels señaló "después de su declaración, Roosevelt difícilmente podrá ingresar a la guerra en calidad activa". En una reunión con Benito Mussolini, Ribbentrop explicó la opinión alemana de las reuniones, que la prueba de fuego sería la posición de los soviéticos en los Balcanes. Con los Balcanes y el Bósforo una potencial "superposición peligrosa de intereses", si los soviéticos se alejaran de ella, sería una alternativa pacífica e incluso preferible a una invasión.
Hitler le reveló a Mussolini que no esperaba acomodar a los soviéticos más allá de obligar a Turquía a ceder algunas garantías sobre el Bósforo. Tampoco quería que Stalin tomara un punto de entrada rumano al Bósforo, afirmando que "un pájaro rumano en la mano vale más que dos rusos en el monte". Pero Hitler declaró que era escéptico porque creía que Stalin estaba obsesionado con el Danubio y Bulgaria. Sin embargo, Alemania sabía que los soviéticos habían intentado extender las garantías a Bulgaria para convertirse en su aliada y que Bulgaria las había rechazado.

## Mólotov viaja a Berlín

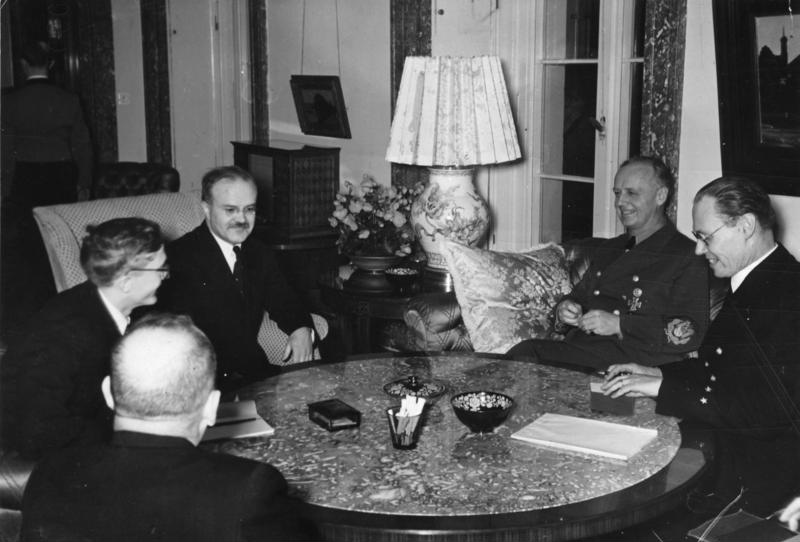
Mólotov justo después de llegar al Reichskanzlei al mediodía

Portada de Pravda, con fotografías de Mólotov en Berlín.

### 12 de noviembre
Stalin envió a Mólotov a Berlín para negociar los términos para que la Unión Soviética se uniera al Eje y potencialmente disfrutara el botín del pacto. Mólotov pasó gran parte del viaje a Berlín buscando dispositivos de escucha en su vagón.. El tren de Mólotov llegó a las 11:05 a. m. del 12 de noviembre. Fue un mal augurio para el éxito que von Schulenburg, el arquitecto de la reunión, fuera excluido. Mólotov fue recibido por Ribbentrop en la estación de tren decorada con banderas soviéticas y nazis sobre una gran canasta de flores, con una orquesta tocando La Internacional por primera vez desde 1933. Después de un breve desayuno, las conversaciones comenzaron inmediatamente ese día en el Schloss Bellevue Hotel. Después de la disolución de la Unión Soviética, un diario de Moscú publicó cierta correspondencia seleccionada revelando que Stalin estaba supervisando de cerca las conversaciones de Mólotov a través de un telegrama, pero algunos de esos telegramas permanecen inéditos.
Al principio, Ribbentrop declaró: "Inglaterra está abatida y es solo una cuestión de tiempo cuando admitirá su derrota ... El principio del fin ahora ha llegado para el imperio británico". Además afirmó que "la entrada de Estados Unidos en la guerra no tiene ninguna consecuencia para Alemania. Alemania e Italia nunca más permitirán que un anglosajón aterrice en el continente europeo ... Esto no es un problema militar todos ... Los Poderes del Eje, por lo tanto, no están considerando cómo pueden ganar la guerra, sino qué tan rápido pueden terminar la guerra que ya está ganada ". Además afirmó que Alemania y la Unión Soviética juntos habían "hecho algunos buenos negocios".
En consecuencia, Ribbentrop concluyó que había llegado el momento de que las cuatro potencias (Alemania, la Unión Soviética, Italia y Japón) definieran sus "esferas de interés". Afirmó que Hitler había concluido que los cuatro países naturalmente se expandirían "en dirección sur". Ribbentrop dijo que se preguntaba si los soviéticos podrían girar hacia el sur hacia el mar, y cuando Mólotov preguntó "¿qué mar?", Ribbentrop declaró que "a la larga, el acceso más ventajoso al mar para Rusia podría encontrarse en dirección al persa". Golfo y el Mar Arábigo ".
Con respecto a la división del mundo en cuatro esferas de influencia, Mólotov declaró que la nueva idea era "muy interesante" y que merecía una discusión en Moscú con la participación de Ribbentrop. Stalin se molestó con un telegrama que le envió Mólotov que decía que el pacto Mólotov-Ribbentrop estaba "agotado" con la excepción de la cuestión finlandesa, y Stalin afirmó que cualquier acuerdo futuro simplemente se agregaría porque sirvió como una base fundamental para Relaciones soviético-alemanas.
Por la tarde, Mólotov visitó a Hitler en el Reichskanzlei. Hitler también habló de dar el "golpe final contra Inglaterra". Hitler declaró que "es hora de pensar en la división del mundo después de nuestra victoria". Con respecto al "problema de Estados Unidos", según Shirer, afirmó que no podía "poner en peligro la libertad de otras naciones antes de 1970 u 1980". Una cuenta diferente la da el intérprete de Hitler en la reunión, Paul Schmidt. Citando a Hitler, Schmidt dice en sus memorias (1950): "Hitler llamó a la batalla contra los Estados Unidos, que 'no en 1945 sino a principios de 1970 o 1980 pondrían en grave peligro la libertad de otras naciones'". Mólotov estuvo de acuerdo en que Estados Unidos no tenía negocios en Europa, África o Asia. Hitler declaró que no había diferencias fundamentales entre los dos países en su búsqueda de aspirar a "acceder al océano". Mólotov expresó su acuerdo con Hitler sobre el papel de América y Gran Bretaña y la participación soviética en el Pacto del Eje en principio, pero solo si los soviéticos podrían participar como socios activos. Ese mismo día, Alemania también pospuso hasta el año siguiente sus planes de invadir Gran Bretaña debido a fracasos en la campaña aérea contra Gran Bretaña.
Mólotov estuvo de acuerdo con Hitler en que no había problemas sin resolver entre los países, excepto sobre Finlandia. Cuando Mólotov regresó a su hotel, declaró que estaba "aliviado por la amabilidad de Hitler". En un telegrama a Mólotov esa noche, Stalin insistió en que la seguridad de la URSS no puede garantizarse "sin garantizar la tranquilidad en el área del Estrecho", refiriéndose al estrecho del Bósforo para ingresar al Mar Negro. Eso estaba relacionado directamente con el acuerdo soviético-búlgaro para el paso de tropas soviéticas para "la defensa de la entrada al Mar Negro". Stalin agregó que "esta pregunta aún tiene importancia actual y no permite ninguna dilación".

### 13 de noviembre

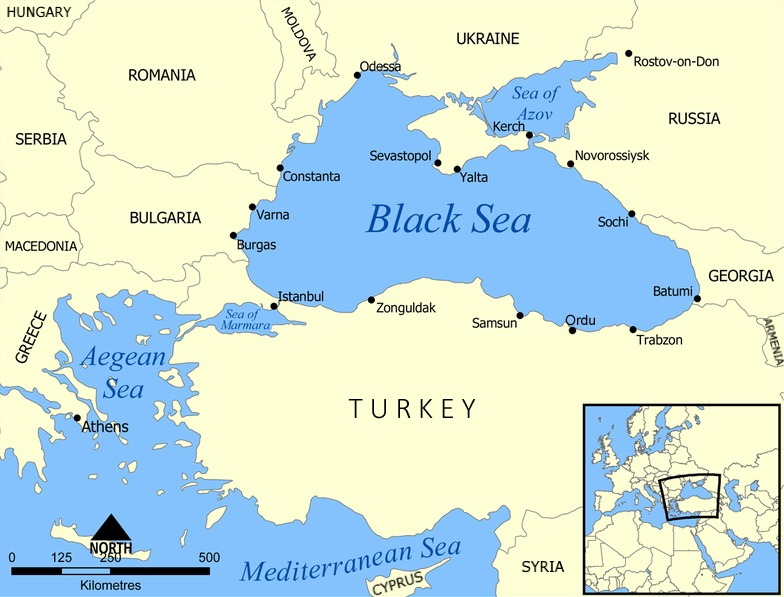
El Bósforo cruza Estambul en la esquina suroeste del Mar Negro. Bulgaria está al norte.

Mólotov y Hitler reanudaron sus discusiones a la mañana siguiente. Mólotov exigió saber por qué las tropas alemanas estaban ocupando Finlandia, mientras que Hitler respondió que viajaban por Finlandia a Noruega y se preguntó si los soviéticos tenían la intención de ir a la guerra por Finlandia. Si bien Hitler acordó que Finlandia estaba dentro de la esfera de influencia de los soviéticos, también enfatizó que Alemania tenía un interés legítimo en tiempos de guerra en el suministro de níquel y madera de Finlandia y que cualquier nuevo conflicto en los países bálticos provocaría una tensión severa en las relaciones. Mólotov concluyó que nada bueno podría venir de nuevas conversaciones sobre Finlandia y declaró que no veía signos de reanudación de un conflicto soviético-finlandés. Sin embargo, según Hitler, Mólotov declaró que "Rusia se sintió nuevamente en peligro por Finlandia, Rusia debería poder liquidar a Finlandia", lo cual para él "fue la primera pregunta que me resultó difícil de responder. Pero no podía hacer otra cosa que rechazar esto ".
Mólotov transmitió el interés de Stalin en revisar el estado del Bósforo, y presionó por una garantía para Bulgaria, al menos en principio. Mólotov luego notó que Hitler se volvió "notablemente agitado" ante la solicitud de revocar las garantías a Rumania. Mólotov declaró el deseo de Stalin de otorgar una garantía a Bulgaria similar a la que Alemania e Italia le habían otorgado a Rumania. Hitler declaró que las partes habían llegado a un acuerdo oral previo de que los antiguos territorios austriacos, como los estados de los Balcanes dentro del imperio austrohúngaro, entrarían en la esfera de influencia alemana. Hitler señaló que un objetivo principal del Pacto Mólotov-Ribbentrop era restaurar los viejos imperios de los países. Stalin, aún con la esperanza de obtener un borrador del acuerdo, estaba monitoreando las conversaciones por telegrama y envió un telegrama a Mólotov para recordarle a Hitler la importancia de asegurar el Bósforo, explicando los eventos de la Guerra de Crimea. Hitler declaró que no podía tomar decisiones con respecto a Bulgaria sin conversar primero con el líder italiano Benito Mussolini.
Hitler cambió el tema al tema más amplio de las oportunidades disponibles después de la conquista de Inglaterra. Hitler dijo a Mólotov:

After the conquest of England, the British Empire would be apportioned as a gigantic world-wide estate in bankruptcy of forty million square kilometers. In this bankrupt estate there would be for Russia access to the ice-free and really open ocean. Thus far, a minority of forty-five million Englishmen had ruled six hundred million inhabitants of the British Empire. He was about to crush this minority. ... Under these circumstances there arose world-wide perspectives. ... All the countries which could possibly be interested in the bankrupt estate would have to stop all controversies among themselves and concern themselves exclusively with the partition of the British Empire. This applied to Germany, France, Italy, Russia and Japan.

"Después de la conquista de Inglaterra, el Imperio Británico sería distribuido como una gigantesca propiedad mundial en bancarrota de cuarenta millones de kilómetros cuadrados. En este estado en bancarrota, Rusia tendría acceso al océano sin hielo y realmente abierto. Hasta ahora, una minoría de cuarenta y cinco millones de ingleses habían gobernado seiscientos millones de habitantes del Imperio Británico. Estaba a punto de aplastar a esta minoría. ... En estas circunstancias surgieron perspectivas mundiales. ... Todos los países que posiblemente podrían estar interesados en el estado en quiebra tendrían que detener todas las controversias entre ellos y preocuparse exclusivamente por la partición del Imperio Británico. Esto se aplica a Alemania, Francia, Italia, Rusia y Japón."
Mólotov le dijo a Hitler que "ha llegado el momento de discutir un acuerdo más amplio entre la URSS y Alemania", pero primero el gobierno soviético quería saber el significado preciso del "Nuevo Orden en Europa" con respecto a los países participantes y los objetivos finales de la pacto. Luego, Mólotov tenía previsto reunirse con Ribbentrop esa tarde.
Un telegrama que Mólotov envió a Stalin en la reunión con Hitler subrayó "el gran interés de Hitler en llegar a un acuerdo y fortalecer las relaciones amistosas con la URSS con respecto a las esferas de influencia". Mólotov declaró que su conversación con Hitler ni con Ribbentrop produjo los resultados deseados, ya que los problemas con Turquía y los Balcanes no se habían abordado.
Debido al bombardeo aéreo británico, Ribbentrop y Mólotov mantuvieron conversaciones esa noche en un refugio antiaéreo. Ribbentrop reiteró que el objetivo principal era definir los intereses de las cuatro potencias y llegar a un acuerdo con Turquía sobre el tema del Bósforo. Ribbentrop propuso varios pasos paralelos que las partes deberían tomar, incluyendo que Mólotov debería discutir los problemas planteados en Berlín con Stalin mientras Ribbentrop los discutió con Japón. Alemania, Italia y la URSS también presionarían a Turquía para que aceptara las demandas soviéticas sobre el Bósforo. Posteriormente, las partes negociarían y redactarían documentos confidenciales teniendo en cuenta que el acuerdo final sería una entrada soviética en el pacto del Eje. Lo que Mólotov no sabía es que, esa noche, Hitler emitió una "Instrucción núm. 18" secreta, ordenando a sus fuerzas que continúen preparándose para la guerra en el este "independientemente de los resultados obtenidos por estas discusiones".

### Preacuerdo alemán
En el refugio antiaéreo, Ribbentrop le dio a Mólotov un borrador de acuerdo con dos partes. Como se había convertido en la práctica entre las partes, una parte era del acuerdo que finalmente se haría público, mientras que la otra contenía el acuerdo secreto. La parte pública contenía un acuerdo con una duración de diez años por el cual las partes respetarían las esferas de intereses naturales de la otra, mientras que Alemania, Italia y Japón afirmarían su reconocimiento de las fronteras soviéticas existentes.
El borrador del acuerdo secreto incluía la obligación de no unirse a ninguna alianza dirigida a los cuatro signatarios y de ayudarse mutuamente en asuntos económicos. El acuerdo secreto contenía un protocolo que definía los objetivos territoriales de los cuatro signatarios, con Alemania reclamando a África central, Italia en el norte y noreste de África, Japón en el sudeste asiático y la zona soviética al "centro sur del territorio nacional del soviet Unión en dirección al Océano Índico ". Un segundo protocolo secreto disponía que Alemania, Italia y la Unión Soviética "liberarían" a Turquía de sus obligaciones internacionales con Gran Bretaña para garantizar sus fronteras.
Mólotov declaró que la Unión Soviética estaba preocupada por varios problemas europeos, como Turquía y Bulgaria, pero también por los destinos de Hungría, Rumania, Yugoslavia y Grecia. Además, los soviéticos también estaban interesados en la cuestión de la neutralidad sueca y el paso del mar Báltico. Mólotov también comentó cortésmente por qué, si el destino de Inglaterra estaba sellado, estaban hablando en un refugio antiaéreo.

### Reacción al viaje de Mólotov
The news that Molotov held talks in Berlin initially stunned world media, with the British press endeavoring to determine whether the Soviets were preparing to join the Axis pact. When Molotov returned, he noted that the meeting produced "nothing to boast about", that Ribbentrop's projected trip to Moscow was no longer mentioned but that the German draft proposal led to a complacent, rather than crisis, approach of continuing negotiations through "diplomatic channels." The pro-"Continental Bloc" Germans in Ribbentrop's entourage expected that Stalin would eventually yield given the weakness of the Red Army. Weizsäcker commented that "we can continue for a long time" and that "war with Russia is impossible as long as we are busy with England, and afterwards it will be unnecessary." El 14 de noviembre, Köstring reiteró su convicción de que la Unión Soviética no tenía diseños agresivos, sino todo lo contrario: "El viaje de Mólotov (a Berlín) es para mí una prueba más de una idea que he sostenido durante mucho tiempo, a saber, que la Unión Soviética quiere tenga paz con nosotros, ya que no puede esperar ninguna ventaja de un conflicto con nosotros ... El factor decisivo para [evocar] el deseo soviético de paz es y sigue siendo la fuerza demostrada de nuestro ejército ".

## Presión búlgara y una sorpresa
Hitler ya había emitido una directiva secreta sobre los eventuales intentos de invadir la Unión Soviética. Sin embargo, aún no había abandonado la posibilidad de otros resultados políticos, hablando de una "gran coalición mundial que se extendía desde Yokohama a España", pero había decidido no renunciar a los Balcanes.
Mientras tanto, los soviéticos convocaron de inmediato al embajador búlgaro en el Ministerio de Relaciones Exteriores, declarando que los soviéticos tenían que hacer un trato con los búlgaros antes de unirse al Eje y que Alemania estaba tratando de convertirlos en un estado títere. Los búlgaros rechazaron la oferta y la filtraron a Alemania. Hitler todavía esperaba disuadir a Stalin de dar garantías a Bulgaria si podían resolver el problema del Bósforo y presionó al embajador búlgaro para que los soviéticos pudieran ser persuadidos contra la resistencia si los búlgaros se unían al pacto, al tiempo que advertían sobre los horrores de una ocupación soviética.
Mientras tanto, los soviéticos produjeron la mayor sorpresa. En una visita no anunciada el 25 de noviembre a Sofía, los soviéticos le dijeron al primer ministro búlgaro Bogdan Filov que, si Bulgaria permitía el acceso de transferencia de tropas soviéticas, los soviéticos estaban dispuestos a abandonar sus objeciones a la entrada de Bulgaria en el Eje y, lo más sorprendente, declararon que probablemente no sería un problema, ya que "muy probablemente, casi con certeza" conduciría a la entrada de los soviéticos en el Eje. El aturdido Primer Ministro búlgaro declaró que esto requería una mayor contemplación. Los negociadores soviéticos habían concluido que el gobierno búlgaro "ya está comprometido con Alemania hasta el fondo".

## Contrapropuesta soviética
Stalin le dijo al jefe de la Internacional Comunista, el búlgaro Georgi Dimitrov, que mientras Alemania quería a Italia en los Balcanes, en el análisis final, no tenía más remedio que reconocer que los soviéticos tenían intereses en mantener el acceso al Mar Negro y asegurar que Bósforo no sería usado contra ellos.
Stalin ordenó a Molotov que redactara un nuevo pacto con un alcance mucho mayor, incluida la división de Europa, Asia y África entre las cuatro potencias. El 25 de noviembre, el mismo día de la sorprendente declaración de la no resistencia soviética a que Bulgaria se uniera al Eje y una posible unión soviética del Pacto, los soviéticos ofrecieron una contrapropuesta al borrador del acuerdo de Ribbentrop. Comenzó con "El gobierno soviético está preparado para aceptar el borrador del Pacto de las Cuatro Potencias sobre cooperación política y asistencia económica mutua". En lugar de dos protocolos secretos, Stalin propuso cinco:
1. Que las tropas alemanas salen de Finlandia a cambio de una garantía soviética de continuos envíos de níquel y madera y la paz con Finlandia;
2. se firmará un acuerdo de asistencia mutua con Bulgaria en los próximos meses que permita bases soviéticas.
3. El centro de dominación territorial soviética estaría al sur de Bakú y Batumi (puertos en Azerbaiyán y Georgia modernos, al sur de los cuales están Irak e Irán)
4. Renuncia japonesa de los derechos a las concesiones de petróleo y carbón del norte de Sajalín a cambio de una compensación adecuada
5. Afirma que el tratado de asistencia mutua soviético-búlgara era una necesidad política.[4]

Las propuestas llegaron simultáneamente con ofertas económicas masivamente incrementadas. Los soviéticos prometieron, antes del 11 de mayo de 1941, la entrega de 2.5 millones de toneladas de grano, 1 millón de toneladas por encima de sus obligaciones actuales. También prometieron una compensación total por los reclamos de propiedad de Volksdeutsche.

## Reacción alemana
Schnurre, que no pudo ocultar su deleite por la oferta, inmediatamente telegramó a Berlín diciendo que "en vista del estado actual de las negociaciones aquí, las declaraciones de Molotov hoy deben ser vistas como una sorprendente indicación de buena voluntad por parte del gobierno soviético. Molotov La propuesta de compensación por reclamos de propiedad en los estados bálticos excede considerablemente nuestras expectativas ".
Hitler, sin embargo, vio las ambiciones territoriales soviéticas en los Balcanes como un desafío a los intereses alemanes y vio su plan como convertir a Bulgaria en un complemento del pacto del Eje. En varias ocasiones, Molotov pidió a los funcionarios alemanes su respuesta a las contrapropuestas de Moscú, pero Alemania nunca las respondió. La negativa de Alemania a responder a la contrapropuesta empeoró las relaciones entre los países. Con respecto a la contrapropuesta, Hitler comentó a sus principales jefes militares que Stalin "exige más y más", "es un chantajista de sangre fría" y que "una victoria alemana se ha vuelto insoportable para Rusia", por lo que "debe ponerse de rodillas tan pronto como sea posible."

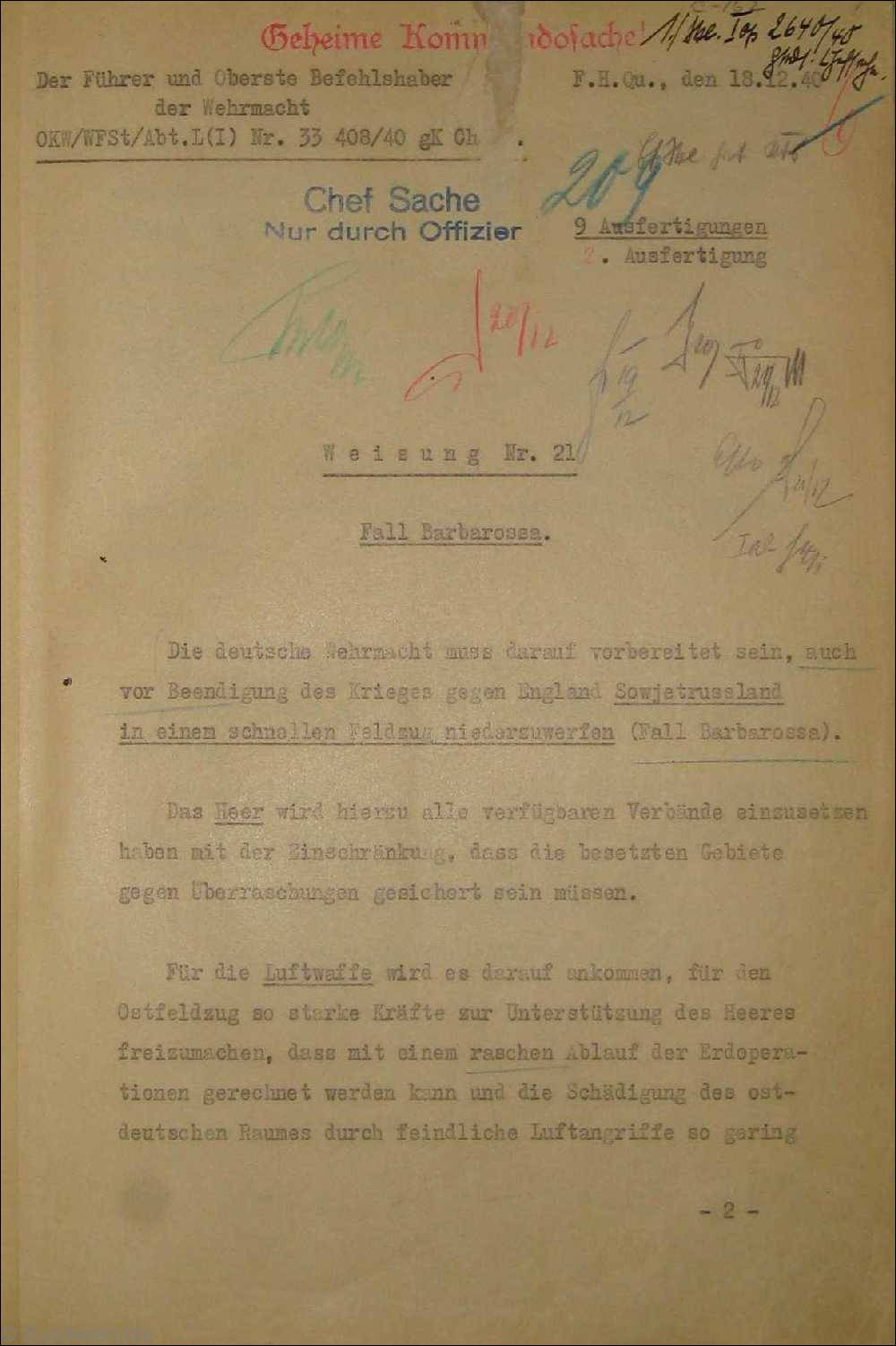
Weisung Nr. 21: Barbarossa

El 5 de diciembre, Hitler recibió planes militares para la posible invasión, y los aprobó a todos, con un calendario que comenzará en mayo de 1941. El 18 de diciembre de 1940, Hitler firmó la Directiva del Führer n.º 21 al alto mando alemán para una operación ahora con nombre en código Operación Barbarroja afirmando: "La Wehrmacht alemana debe estar preparada para aplastar a la Rusia soviética en una campaña rápida". La fecha de la invasión se fijó para el 15 de mayo de 1941. Al otro lado de la frontera, Stalin había anticipado una eventual guerra con Alemania. En declaraciones a sus generales en diciembre, Stalin hizo referencia a las referencias de Hitler a un ataque soviético en Mein Kampf, afirmó que siempre deben estar listos para rechazar un ataque alemán, declaró que Hitler pensó que el Ejército Rojo necesitaría cuatro años para prepararse de tal manera que " debemos estar listos mucho antes "e" intentaremos retrasar la guerra por otros dos años ".
El 17 de enero de 1941, siete días después del Acuerdo fronterizo y comercial alemán-soviético, Molotov preguntó a los funcionarios alemanes si las partes podrían llegar a un acuerdo para entrar en el pacto del Eje. Molotov expresó asombro ante la ausencia de respuesta a la oferta de los soviéticos del 25 de noviembre para unirse al Pacto. Nunca recibieron una respuesta. El 1 de marzo de 1941, Bulgaria se unió al Eje, lo que perturbó aún más a Stalin cuando se combinó con el continuo desconocimiento de Alemania de la propuesta de entrada del Eje del 25 de noviembre de 1940. Después de seis meses de preparativos, Alemania invadió la Unión Soviética el 22 de junio de 1941, poniendo fin a cualquier esperanza para la alianza propuesta.
Tres años más tarde, Friedrich Werner von der Schulenburg fue ejecutado como uno de los conspiradores en el complot del 20 de julio de 1944 para asesinar a Adolf Hitler.

## Reacciones soviéticas de posguerra: "falsificadores de la historia"
En 1948, un mes después de que Estados Unidos publicara públicamente los documentos del Ministerio de Relaciones Exteriores del gobierno nazi que describían las negociaciones, la Oficina de Información Exterior de la Unión Soviética escribió una respuesta en un libro titulado Falsificadores de la historia. Después de recibir las traducciones de los documentos recién publicados, Stalin editó personalmente, eliminó y reescribió secciones enteras con borradores a mano que le habían entregado Falsifiers antes de su lanzamiento en febrero de 1948.
En Falsificadores, Stalin afirmó que simplemente estaba "investigando" a Alemania en las negociaciones del Eje y que rechazó por completo la propuesta de Hitler de compartir una división del mundo. Esa versión persistió, sin excepción, en todos los estudios históricos, cuentas oficiales, memorias y libros de texto publicados en la URSS hasta 1990. Más tarde, el diplomático soviético Viktor Israelyan afirmó que el libro "ciertamente no hacía nada para refutar la existencia de la cooperación soviético-alemana en los primeros años de la Segunda Guerra Mundial, una cooperación que hasta cierto punto ayudó al plan de Hitler". Según su hija, Svetlana Alilúyeva, ella "recordó que su padre dijo después [de la guerra]: Junto con los alemanes habríamos sido invencibles".